# Cabezarrubias del Puerto
Cabezarrubias del Puerto – gmina w Hiszpanii, w prowincji Ciudad Real, w Kastylii-La Mancha, o powierzchni 100,59 km². W 2011 roku gmina liczyła 559 mieszkańców.